# Dolne Uele
Dolne Uele (fr. Bas-Uele) - prowincja w Demokratycznej Republice Konga, która ma powstać na mocy konstytucji przyjętej w 2006 roku; obecnie w granicach Prowincji Wschodniej. Stolicą prowincji ma być Buta, w którym mieszka 125 428 osób (ok.13% wszystkich mieszkańców planowanej prowincji).